# José Francisco Bermúdez
José Francisco Bermúdez (ur. 23 stycznia 1782 w San José de Areocuar, zm. 15 grudnia 1831 w Cumaná). Generał, uczestnik wojen o niepodległość Wenezueli.
W 1810 roku przystąpił do oddziałów walczących o niepodległość Wenezueli. W 1812 otrzymał awans na podpułkownika i razem z Vicente Sucre uczestniczył w kampanii w prowincji Barcelona. 25 lipca 1812 roku po kapitulacji wojsk Mirandy wyemigrował na Trynidad. Rok później wrócił do kraju wraz z Santiago Mariño. Brał udział w bitwach: Bocachica (31 marca 1814), Arao (16 kwietnia), Carabobo (28 maja) i La Puerta (15 czerwca). Potem po ewakuacji na wschód walczył pod Aragua (17 sierpnia), El Salado (16 października), Urica (5 grudnia) i Maturín (11 grudnia 1814).

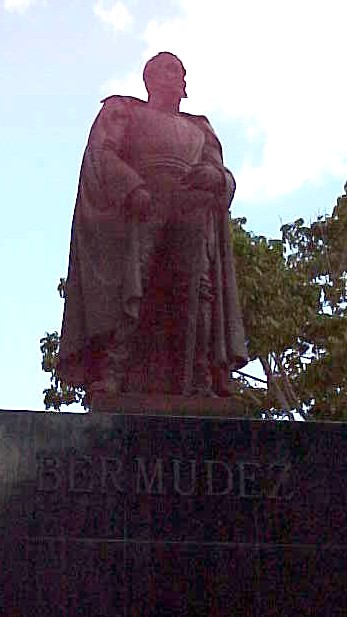
José Francisco Bermúdez

Po klęsce II Republiki uciekł na Antyle Holenderskie, uczestniczył w ekspedycji Los Cayos. Z powodu różnicy poglądów z Bolivarem, w listopadzie 1816 dołączył do oddziałów generała Santiago Mariño a później w randze dowódcy armii wschodniej walczył pod rozkazami Rafaela Urdaneta. 11 sierpnia 1818 w Barcelonie został pokonany przez pułkownika José Pereira. W 1821 roku pod rozkazami Bolivara prowadził działania militarne między Caracas a dolinami Aragua. Po Carabobo został awansowany do stopnia naczelnego generała (general en jefe) i wysłany do Cumaná z zadaniem wyzwolenia tego miasta od rojalistów. W 1823 roku przyjmował kapitulację Francisco Tomás Moralesa w Ríohacha i Maracaibo. W tym samym roku wraz generałem José Antonio Páezem brał udział w operacjach, które doprowadziły 10 listopada do zdobycia Puerto Cabello. Następnie powrócił do Cumana, gdzie pełnił funkcję burmistrza i komendanta departamentu Orinoko. W 1828 i 1830 zwalczał rojalistyczne reakcje, które zagrażały systemowi konstytucyjnemu po czym przeszedł na emeryturę. 12 grudnia 1831 roku zginął zamordowany w Cumaná. 24 października 1877 jego szczątki umieszczono w Narodowym Panteonie Wenezueli.
Jego nazwiskiem zostały nazwane położone w stanie Sucre, gmina i Port lotniczy Carúpano.